# Tobías Medina
Tobías Medina, detto Toto (Buenos Aires, 3 marzo 2004), è un calciatore argentino, attaccante del Rio Ave.

## Caratteristiche tecniche
Esterno di piede mancino dotato di ottima tecnica, può essere impiegato sia come trequartista sia come ala destra.

## Carriera
Cresciuto nel settore giovanile del San Lorenzo, il 23 marzo 2023 ha firmato il suo primo contratto professionistico ed il 26 agosto successivo ha debuttato in prima squadra nell'incontro di Copa de la Liga Profesional pareggiato 2-2 contro il Belgrano. La stagione successiva è stato stabilmente promosso in prima squadra, dove ha debuttato sia in Primera División sia in Coppa Libertadores.
Il 12 agosto 2024 è stato acquistato a titolo definitivo dal Rio Ave, club della prima divisione portoghese, con il quale nella stagione 2024-2025 gioca 3 partite in campionato ed una partita nella coppa nazionale portoghese.

## Statistiche

### Presenze e reti nei club
Statistiche aggiornate al 3 agosto 2025.
| Stagione           | Squadra            | Campionato         | Campionato | Campionato | Coppe nazionali | Coppe nazionali | Coppe nazionali | Coppe continentali | Coppe continentali | Coppe continentali | Altre coppe | Altre coppe | Altre coppe | Totale | Totale | Totale |
| Stagione           | Squadra            | Comp               | Pres       | Reti       | Comp            | Pres            | Reti            | Comp               | Pres               | Reti               | Comp        | Pres        | Reti        | Pres   | Reti   |        |
| ------------------ | ------------------ | ------------------ | ---------- | ---------- | --------------- | --------------- | --------------- | ------------------ | ------------------ | ------------------ | ----------- | ----------- | ----------- | ------ | ------ | ------ |
| 2023               | San Lorenzo        | PD                 | 0          | 0          | CA+CdL          | 0+1             | 0               | -                  | -                  | -                  | -           | -           | -           | 1      | 0      |        |
| 2024               | San Lorenzo        | PD                 | 2          | 0          | CA+CdL          | 2+7             | 0               | CL                 | 3                  | 0                  | -           | -           | -           | 14     | 0      |        |
| Totale San Lorenzo | Totale San Lorenzo | Totale San Lorenzo | 2          | 0          |                 | 10              | 0               |                    | 3                  | 0                  |             | -           | -           | 15     | 0      |        |
| 2024-2025          | Rio Ave            | PL                 | 3          | 0          | CP+CdL          | 1+0             | 0               | -                  | -                  | -                  | -           | -           | -           | 4      | 0      |        |
| Totale carriera    | Totale carriera    | Totale carriera    | 5          | 0          |                 | 11              | 0               |                    | 3                  | 0                  |             | -           | -           | 19     | 0      |        |